# モロッコの世界遺産

フェス旧市街

モロッコの世界遺産（モロッコのせかいいさん）は、ユネスコの世界遺産に登録されているモロッコ王国の文化遺産および自然遺産の一覧。

## 文化遺産
- フェス旧市街 - （1981年）
- マラケシ旧市街 - （1985年）
- アイット＝ベン＝ハドゥの集落 - （1987年）
- 古都メクネス - （1996年）
- ヴォルビリスの古代遺跡 - （1997年）
- テトゥアン旧市街（旧名ティタウィン） - （1997年）
- エッサウィラのメディナ（旧名モガドール） - （2001年）
- マサガン（アル・ジャジーダ）のポルトガル都市 - （2004年）
- 近代的首都と歴史的都市をあわせもつ遺産ラバト - （2012年）

## 自然遺産
なし

## 複合遺産
なし